# Tournoi de tennis du Japon (WTA 1995)
Le tournoi de tennis du Japon est un tournoi de tennis professionnel. L'édition féminine 1995, classée en catégorie Tier III, se dispute à Tokyo du 10 au 16 avril 1995.
Amy Frazier remporte le simple dames. En finale, elle bat Kimiko Date, décrochant à cette occasion le 5e titre de sa carrière sur le circuit WTA.
L'épreuve de double voit quant à elle s'imposer Miho Saeki et Yuka Yoshida.

## Résultats en simple

### Parcours
| No | Joueuse         | Résultat      | Ultime adversaire |
| -- | --------------- | ------------- | ----------------- |
| 1  | Kimiko Date     | Finale        | Amy Frazier (2)   |
| 2  | Amy Frazier     | Victoire      | Kimiko Date (1)   |
| 3  | Marianne Werdel | 2e tour       | Rita Grande       |
| 4  | Mana Endo       | 2e tour       | Tang Min (Q)      |
| 5  | Kyoko Nagatsuka | 1/4 de finale | Kimiko Date (1)   |
| 6  | Yone Kamio      | 1/4 de finale | Tang Min (Q)      |
| 7  | Patty Fendick   | 1/4 de finale | Amy Frazier (2)   |
| 8  | Nana Miyagi     | 1/2 finale    | Kimiko Date (1)   |

| No | Joueuse      | Résultat   | Ultime adversaire |
| -- | ------------ | ---------- | ----------------- |
| 1  | Chen Li Ling | 2e tour    | Nana Miyagi (8)   |
| 2  | Yi Jingqian  | 1er tour   | Nana Miyagi (8)   |
| 3  | Tara Snyder  | 1er tour   | Tang Min (Q)      |
| 4  | Tang Min     | 1/2 finale | Amy Frazier (2)   |

| No | Joueuse         | Résultat | Ultime adversaire |
| -- | --------------- | -------- | ----------------- |
| 1  | Yuka Yoshida    | 1er tour | Kimiko Date (1)   |
| 2  | Misumi Miyauchi | 1er tour | Chen Li Ling (Q)  |

| No | Joueuse    | Résultat | Ultime adversaire |
| -- | ---------- | -------- | ----------------- |
| 1  | Miho Saeki | 1er tour | Laxmi Poruri      |

## Résultats en double

### Parcours
| No | Équipe                     | Résultat | Ultimes adversaires     |
| -- | -------------------------- | -------- | ----------------------- |
| 1  | Kaoru Shibata Kazue Takuma | 1er tour | Miho Saeki Yuka Yoshida |

| No | Équipe                 | Résultat      | Ultimes adversaires               |
| -- | ---------------------- | ------------- | --------------------------------- |
| 1  | Saori Obata Nami Urabe | 1/4 de finale | Patty Fendick Marianne Werdel (3) |